# Джарред Джиллетт
Джарред Гаван Джиллетт (1 листопада 1986, Голд-Кост, Квінсленд) — австралійський футбольний арбітр, який обслуговує матчі англійської Прем'єр-ліги з 2021 року. З 2013 по 2019 рік він був арбітром ФІФА від Австралії. З 2023 року він знову включений до списку ФІФА, цього разу від Англії.

## Суддівська кар'єра

### Національний рівень
З сезону 2010/11 до кінця сезону 2018/19 він відсудив загалом 142 ігри в A-Ліга, вищій футбольній лізі Австралії. Він судив п'ять фіналів чемпіонату Австралії з футболу. У 2018 році йому довірили судити фінал кубка між «Аделаїдою Юнайтед» і ФК «Сідней» (фінальний рахунок 2-1). У цей період він також судив матчі у Суперлізі Китаю, Професійній лізі Саудівської Аравії, Суперлізі Індії та Чемпіонаті Нової Зеландії.
Навесні 2019 року Джиллетт розпочав постдокторську роботу з дослідження дитячого церебрального паралічу в Університеті Джона Мурса в Ліверпулі, і тому залишив свою суддівську роботу в Австралії. На початку сезону 2019/2020 був прийнятий до складу арбітрів Англійської футбольної ліги. Свій перший матч в Англії він відсудив у квітні 2019 року в четвертому за рангом дивізіоні EFL League Two між командами «Моркем» і «Челтнем Таун». Після двох років роботи в нижчих професійних дивізіонах Англії Джиллетт був включений до групи арбітрів, які мають право працювати у вищій лізі Англії, Прем'єр-лізі, у сезоні 2021/22. Його першою грою була зустріч 6-го туру між командами Вотфорд і Ньюкасл Юнайтед. Він другий небританський арбітр — після ірландця Дермота Галлахера — і перший арбітр, який не народився на Британських островах, який обслуговував ігри Прем'єр-ліги.

### Міжнародний рівень
На початку 2013 року Джиллетт був внесений Австралійською футбольною асоціацією до списку ФІФА, що дало йому право судити міжнародні ігри. Він дебютував у вересні 2013 року в товариському матчі між збірними Японії та Гватемали. До свого від'їзду з Австралії Джиллетт регулярно судив у клубних змаганнях АФК — Лізі чемпіонів АФК і Кубку АФК — а також у відбіркових раундах до Чемпіонату світу та Чемпіонату Азії. Наприкінці 2019 року закінчився його термін роботи арбітром ФІФА.
На початку 2023 року Футбольна асоціація Англії знову номінувала його до списку ФІФА. У лютому того ж року він вперше судив в УЄФА у відбірковому матчі чемпіонату Європи U17 між Іспанією та Фінляндією.